# ونگابویز
ونگابویز (به انگلیسی: Vengaboys) گروه موسیقی هلندی است.